# L'Heure exquise
Pour plus de détails, voir Fiche technique et Distribution.
L'Heure exquise est un film français réalisé par René Allio et sorti en 1981.

## Synopsis
Souvenirs familiaux de René Allio à Marseille des années 1920 aux années 1950.

## Fiche technique
- Titre : L'Heure exquise
- Réalisation : René Allio
- Scénario : René Allio
- Photographie : Denis Gheerbrant, Claude Michaud
- Son : Lucien Bertolina
- Montage : Martine Giordano
- Musique : Georges Bœuf
- Pays de production :  France
- Langue originale : français
- Producteur : Nicolas Philibert
- Sociétés de production : Laura Productions (France), INA (France), CMCC (Centre Méditerranéen de Création Cinématographique, France), SERDDAV (Service d’étude, de réalisation et de diffusion de documents audiovisuels, France)
- Sociétés de distribution : Laura Productions (France), Shellac (France)
- Format : 35 mm — couleur — formats de projection 16/9 et 4/3 — son monophonique
- Genre : Documentaire
- Durée : 65 minutes
- Dates de sortie : France - 21 juillet 1981 (télévision) - 2 décembre 1981 (dans les salles)
- Classification CNC : tous publics, Art et Essai (visa d'exploitation no 52684 délivré le 1er septembre 1981)

## Distribution
Par ordre alphabétique :
- Jean Allio
- Paul Allio
- Pierre Allio
- René Allio
- Akli Amouche
- Cyril Collard
- Isabelle Fenech
- Jean Maurel

## Tournage
- Extérieurs : Marseille (Bouches-du-Rhône).

## Accueil

### Rétrospective René Allio 2014 dans les Cinémas du Sud
Le film fait une nouvelle sortie du 1er octobre au 31 décembre 2014 conjointement à La Vieille dame indigne (1965) et Rude journée pour la reine (1973) dans 15 salles des Cinémas du Sud (région PACA) dans le cadre d'une « rétrospective René Allio » organisée par Cinétilt. 